# Chrpa černající
Chrpa černající (Centaurea nigrescens) je vytrvalá bylina z čeledi hvězdnicovité.

## Výskyt
Chrpa černající se vyskytuje na loukách, ve starých sadech či na ruderalizovaných trávnících. Dobře se jí daří na suché a kamenité půdě a na slunném stanovišti. Rozšířená je ve východních Alpách a východním Předalpí, synantropně ve střední Evropě a adventivně v Severní Americe. V ČR je tento druh nepůvodní (je to neofyt) a její rozšíření není doposud dopodrobna popsáno.

## Popis
Chrpa černající je rostlina s přímou lodyhou vysokou 30–80 cm. Čepel listů je tmavě zelená a celistvá. Plodem jsou nažky. Květenstvím je úbor, který má 4 cm v průměru, zbarvený je do růžova až růžově fialova, zákrov je vejcovitý. Kvete od července do září. Chrpy se mezi sebou často kříží a určování jednotlivých kříženců není jednoduché, často se tak děje na lokalitách společného výskytu rodičů.